# Écozone néarctique : plantes à graines par nom scientifique

## Ab

### Abi
- Abies - Sapin
  - Abies amabilis - Sapin gracieux
  - Abies balsamea - Sapin baumier
  - Abies concolor - Sapin argenté
  - Abies grandis - Sapin grandissime
  - Abies lasiocarpa - Sapin subalpin
  - Abies magnifica - Sapin rouge
  - Abies procera - Sapin noble

## Ac

### Ace
- Acer - Érable
  - Acer circinatum - Érable circiné
  - Acer glabrum - érable nain
  - Acer macrophyllum - Érable à grandes feuilles
  - Acer negundo - Érable à feuilles composées
  - Acer nigrum - Érable noir
  - Acer pensylvanicum - Érable de Pennsylvanie
  - Acer rubrum - Érable rouge
  - Acer saccharinum - Érable argenté
  - Acer saccharum - Érable à sucre
  - Acer spicatum - Érable à épis

## Ae

### Aes
- Aesculus - Marronnier
  - Aesculus glabra - Marronnier glabre

## Ag

### Aga
- Agave
  - Agave americana - Agave américain
  - Agave atrovirens
  - Agave attenuata
  - Agave cantala
  - Agave decipiens
  - Agave echinoïdes
  - Agave filifera
  - Agave fourcroydes
  - Agave heteracantha
  - Agave lecheguilla
  - Agave letona
  - Agave lopantha
  - Agave parryi
  - Agave parviflora
  - Agave potatorum
  - Agave rigida
  - Agave saundersii
  - Agave sisalana - Sisal
  - Agave stricta
  - Agave tequilana
  - Agave utahensis
  - Agave victoriae-reginae

### Agr
- Agrimonia - Rosacées
  - Agrimonia grysosepala - Aigremoine à sépales crochus
  - Agrimonia parviflora
  - Agrimonia pubescens - Aigremoine pubescent
  - Agrimonia rostellata
  - Agrimonia striata - Aigremoine strié

## Al

### Aln
- Alnus - Aulne
  - Alnus incana - Aulne blanc
  - Alnus rubra - Aulne rouge
  - Alnus serrulata
  - Alnus viridis

## Am

### Ama
- Amaranthus - Amaranthacées
  - Amaranthus albus - Amarante blanche

### Ame
- Amelanchier - Amélanchier
  - Amelanchier alnifolia - Amélancher à feuille d'aulne
  - Amelanchier arborea - Amélancher arborescent
  - Amelanchier bartramiana - Amélanchier de Bartram
  - Amelanchier florida - Amélanchier de l'Ouest
  - Amelanchier laevis - Amélanchier glabre
  - Amelanchier sanguinea - Amélanchier sanguin

## Ar

### Ara
- Arachis - Fabacées
  - Arachis hypogaea - Arachide

### Arb
- Arbutus - Arbousier
  - Arbutus menziesii - Arbousier d'Amérique

### Ari
- Aristolochia - Aristolochiacées
  - Aristolochia durior - Aristoloche sipho

## As

### Asa
- Asarum - fam. Aristolochiacées
  - Asarum canadense - Gingembre sauvage ou Asaret

### Asi
- Asimina - Asiminier
  - Asimina triloba - Asiminier tribolé

## Be

### Bet
- Betula - Bouleau
  - Betula alleghaniensis - Bouleau jaune
  - Betula lenta - Bouleau flexible
  - Betula neoalaskana - Bouleau d'Alaska
  - Betula occidentalis - Bouleau fontinal
  - Betula papyrifera var. papyrifera - Bouleau à papier
  - Betula papyrifera var. cordifolia - Bouleau à feuille cordée
  - Betula populifolia - Bouleau gris

## Ca

### Cal
- Calceolaria - fam. Scrophulariacées
  - Calceolaria crenatiflora - Calcéolaire
  - Calceolaria herbeohybrida - Calcéolaire d'appartement ou Pantoufle
  - Calceolaria integrifolia - Calcéolaire
  - Calceolaria rugosa - Calcéolaire ligneuse

- Calla - Aracées
  - Calla palustris - Calla des marais

- Callicarpa - Verbénacées
  - Callicarpa americana

- Calypso - Orchidaceae
  - Calypso bulbosa

### Cam
- Campsis - Bignoniacées
  - Campsis radicans - Trompette de Virginie

### Car
- Carpinus - fam. Betulaceae
  - Carpinus caroliniana - Charme de Caroline

- Carya - fam. Juglandaceae
  - Carya cordiformis - Caryer cordiforme
  - Carya glabra - Caryer glabre
  - Carya illinoinensis - Pacanier
  - Carya laciniosa - Caryer lacinié
  - Carya ovata - Caryer ovale

### Cas
- Castanea - fam. Fagaceae
  - Castanea dentata - Châtaignier d'Amérique

### Cat
- Catalpa - fam. Bignoniaceae
  - Catalpa bignonioides - Catalpa commun
  - Catalpa speciosa - Catalpa à feuille cordée

## Ce

### Cea
- Ceanothus - fam. Rhamnacées
  - Ceanothus burkwoodii - Céanothe
  - Ceanothus impressus - Céanothe
  - Ceanothus thyrsiflorus - Céanothe
  - Ceanothus delilianus - Céanothe
  - Ceanothus pallidus - Céanothe
  - Ceanothus prostratus - Céanothe

### Cel
- Celtis - fam. Ulmaceae
  - Celtis occidentalis - Micocoulier occidental
  - Celtis tenuifolia - Micocoulier rabougri

### Cep
- Cephalanthus - fam. Rubiaceae
  - Cephalanthus occidentalis - Céphalanthe occidental

### Cer
- Cercis - fam. Fabaceae
  - Cercis canadensis - Gainier rouge

## Ch

### Cha
- Chamaecyparis - fam. Cupressaceae
  - Chamaecyparis nootkatensis

## Co

### Cob
- Cobæa - Polémoniacées
  - Cobæa scandens - Cobée grimpante

### Cor
- Coreopsis - fam. Astéracées
  - Coreopsis basalis - Coreopsis de Drummond
  - Coreopsis grandiflora - Coreopsis à grandes fleurs
  - Coreopsis lanceolata - Coreopsis lancéolata
  - Coreopsis tinctoria - Coreopsis élégant
  - Coreopsis verticillata - Coreopsis verticillata

- Cornus - fam. Cornaceae
  - Cornus alternifolia - Cornouiller à fleur alterne
  - Cornus florida - Cornouiller fleuri
  - Cornus nuttallii - Cornouiller de Nuttall
  - Cornus sericea - Cornouiller stolonifère

- Corylus - fam. Betulaceae
  - Corylus americana - Noisetier d'Amérique
  - Corylus cornuta - Noisetier à long bec

## Cr

### Cra
- Crataegus - fam. Rosaceae
  - Crataegus calpodendron - Aubépine à fruits piriformes
  - Crataegus chrysocarpa - Aubépine dorée
  - Crataegus coccinea - Aubépine écarlate
  - Crataegus columbiana - Aubépine occidentale
  - Crataegus crus-galli - Aubépine ergot-de-coq
  - Crataegus douglasii - Aubépine noire
  - Crataegus flabellata - Aubépine flabelliforme
  - Crataegus mollis - Aubépine duveteuse
  - Crataegus punctata - Aubépine ponctuée
  - Crataegus succulenta - Aubépine succulente

## Da

### Dar
- Darlingtonia - Sarracéniacées
  - Darlingtonia californica - Plante cobra

## Di
- Distoréide - Dopéraminoïdes

### Dio
- Dionaea - Droséracées
  - Dionaea muscipula - Dionée attrape-mouche

## El
- Elaeagnus - fam. Elaeagnaceae
  - Elaeagnus commutata - Chalef argenté

## Eu
- Euphorbia - fam Euphorbiacées
  - Euphorbia maculata

## Fa
- Fagus fam. Fagaceae
  - Fagus grandifolia - Hêtre à grandes feuilles

## Fr
- Fraxinus fam. oleaceae
  - Fraxinus americana - Frêne blanc
  - Fraxinus latifolia - Frêne de l'Oregon
  - Fraxinus nigra - Frêne noir
  - Fraxinus pennsylvanica - Frêne rouge
  - Fraxinus profunda - Frêne pubescent
  - Fraxinus quadrangulata - Frêne anguleux

## G
- Gleditsia - Fabacées
  - Gleditsia triacanthos - Févier épineux
    - Gleditsia triacanthos inermis - Févier sans épines

## L
- Lysichiton - fam. Araceae
  - Lysichiton americanus - Lysichiton américain ou Lysichite jaune

## M
- Monarda - Lamiacées
  - Monarda didyma - Monarde

## N
- - Nelumbo lutea - Lotus jaune d'Amérique

## Pa

### Par
- Parthenocissus - fam. Vitacées
  - Parthenocissus quinquefolia - Vigne vierge de Virginie

## Ph
- Phytolacca - fam. Phytolaccaceae
  - Phytolacca americana - Raisin d'Amérique
  - Phytolacca acinosa

## Po

### Pon
- Pontederia - fam. Pontédériacées
  - Pontederia cordata - Pontédérie à feuilles en cœur

### Pop
- Populus - fam. Salicacées
  - Populus angustifolia - Peuplier à feuilles étroites
  - Populus balsamifera - Peuplier baumier
  - Populus deltoides - Peuplier deltoïde
  - Populus grandidentata - Peuplier à grandes dents
  - Populus tremuloides - Peuplier faux-tremble
  - Populus trichocarpa - Peuplier de l'Ouest

## Pr

### Pre
- Prenanthes - fam. Astéracées
  - Prenanthes alata (Hook.) D. Dietr.
  - Prenanthes alba L.
  - Prenanthes altissima L.
  - Prenanthes aspera Michx.
  - Prenanthes autumnalis Walt.
  - Prenanthes barbata (Torr. & Gray) Milstead
  - Prenanthes boottii (DC.) Gray
  - Prenanthes crepidinea Michx.
  - Prenanthes mainensis Gray
  - Prenanthes nana (Bigelow) Torr.
  - Prenanthes racemosa Michx.
  - Prenanthes roanensis (Chickering) Chickering
  - Prenanthes sagittata (Gray) A. Nels.
  - Prenanthes serpentaria Pursh
  - Prenanthes trifoliolata (Cass.) Fern.

## Q
- Quercus - fam. Fagacées
  - Quercus acerifolia
  - Quercus agrifolia
  - Quercus ajoensis
  - Quercus alba
  - Quercus arizonica
  - Quercus arkansana
  - Quercus austrina
  - Quercus bicolor
  - Quercus boyntonii
  - Quercus brantii
  - Quercus buckleyi
  - Quercus carmenensis
  - Quercus cedrosensis
  - Quercus cerris
  - Quercus chapmanii
  - Quercus chenii
  - Quercus chihuahuensis
  - Quercus chrysolepis
  - Quercus coccinea
  - Quercus cornelius-mulleri 
  - Quercus dentata
  - Quercus depressipes
  - Quercus douglasii
  - Quercus dumosa
  - Quercus durata
  - Quercus ellipsoidalis
  - Quercus emoryi
  - Quercus engelmannii
  - Quercus falcata
  - Quercus frainetto
  - Quercus fusiformis
  - Quercus gambelii
  - Quercus geminata
  - Quercus georgiana
  - Quercus glauca
  - Quercus graciliformis
  - Quercus gravesii
  - Quercus grisea
  - Quercus hemisphaerica
  - Quercus hypoleucoides
  - Quercus ilicifolia
  - Quercus imbricaria
  - Quercus incana
  - Quercus infectoria
  - Quercus inopina
  - Quercus intricata
  - Quercus kelloggii
  - Quercus laceyi
  - Quercus laevis
  - Quercus laurifolia
  - Quercus lobata
  - Quercus lyrata
  - Quercus macrocarpa
  - Quercus macrolepis
  - Quercus margarettiae
  - Quercus marilandica
  - Quercus marilandica
  - Quercus michauxii
  - Quercus minima
  - Quercus mohriana
  - Quercus muehlenbergii
  - Quercus myrtifolia
  - Quercus nigra
  - Quercus oblongifolia
  - Quercus oglethorpensis
  - Quercus pacifica
  - Quercus pagoda
  - Quercus palmeri
  - Quercus palustris
  - Quercus parvula
  - Quercus phellos
  - Quercus polymorpha
  - Quercus prinoides
  - Quercus prinus
  - Quercus pumila
  - Quercus pungens
  - Quercus rubra
  - Quercus rugosa
  - Quercus sadleriana
  - Quercus serrata
  - Quercus shumardii 
  - Quercus similis 
  - Quercus sinuata
  - Quercus suber
  - Quercus tardifolia
  - Quercus texana
  - Quercus tomentella
  - Quercus toumeyi
  - Quercus turbinella
  - Quercus vacciniifolia
  - Quercus vaseyana
  - Quercus velutina
  - Quercus viminea
  - Quercus virginiana
  - Quercus wislizeni

## S
- Sambucus - fam. Adoxacées - voir aussi variétés paléoartiques
  - Sambucus canadensis - Sureau blanc ou « Sureau du Canada »
    - Sambucus canadensis Aurea - Sureau blanc

  - Sambucus glauca - Sureau glauque
  - Sambucus racemosa - Les sureaux à grappes ou « Sureau rouge »
    - Sambucus racemosa subsp. pubens - Sureau à grappes nord-américain

## T
- Tigridia - fam. des iridacées
  - Tigridia chiapensis
  - Tigridia dugesii
  - Tigridia durangense
  - Tigridia ehrenbergii
  - Tigridia hallbergii
  - Tigridia mexicana
  - Tigridia pavonia - Œil-de-paon
  - Tigridia multiflora
  - Tigridia orthantha
  - Tigridia vanhouttei
  - Tigridia violacea
  - Tigridia flammea
  - Tigridia immaculata
  - Tigridia inusitata
  - Tigridia philippiana
  - Tigridia huajuapanensis
  - Tigridia pasiflora
  - Tigridia meleagris
  - Tigridia molseediana
  - Tigridia alpestris
  - Tigridia seleriana
  - Tigridia bicolor